# Wilhelm Leichum
Friedrich Wilhelm Leichum (ur. 12 maja 1911 w Neu-Isenburg, zm. 19 lipca 1941 w okolicach Gorki w ZSRR) – niemiecki lekkoatleta, skoczek w dal i sprinter, medalista olimpijski i dwukrotny mistrz Europy.
Na mistrzostwach Europy w 1934 w Turynie Leichum zdobył złoty medal w skoku w dal wynikiem 7,45 m, wyprzedzając Ottona Berga z Norwegii i swego kolegę z reprezentacji Niemiec Luza Longa. Na igrzyskach olimpijskich w 1936 w Berlinie zdobył brązowy medal w sztafecie 4 × 100 metrów (w składzie: Leichum, Erich Borchmeyer, Erwin Gillmeister i Gerd Hornberger). W konkursie skoku w dal zajął 4. miejsce (skoczył 7,73 m).
Na mistrzostwach Europy w 1938 w Paryżu ponownie zdobył złoty medal w skoku w dal z wynikiem 7,65 m, przed Arturo Maffeim z Włoch i ponownie Longiem.
Leichum był mistrzem Niemiec w skoku w dal w 1935, a wicemistrzem w 1933, 1934, 1936 i 1939. Był również wicemistrzem Niemiec w biegu na 100 metrów w 1935 i brązowym medalistą w 1938.
Trzykrotnie poprawiał rekord Niemiec w koku w dal doprowadzając go do rezultatu 7,76 m, uzyskanego 7 czerwca 1936 w Jenie. W tym samym roku ustanowił rekord życiowy w biegu na 100 m, uzyskując czas 10,4 s.
Zginął niedługo po napaści Niemiec na ZSRR w okolicach miasta Gorki.